# Santa Cruz do Sul Chacais
Santa Cruz do Sul Chacais é um equipe gaúcha de futebol americano. Fundada em 2007., originou-se do extinto Santa Cruz do Sul Bulldogs. No início, foi chamado de Santa Cruz do Sul Hurricanes
Os Chacais tem o time adulto, sub-19(junior), Flag Masculino e feminino adulto e sub-15. Os times estão abertos a receber novos jogadores.
A equipe possui um time principal, para maiores de 17 anos, e uma escola de futebol americano, para menores de 17 anos. Boa parte da atual equipe principal passou pela escola.

## Títulos
- Vice-Campeão Gaúcho: 2008[2] (foi a sede do torneio)[2]
- Vice-Campeão Gaúcho: 2010[2]
- Winter Bowl: 2013[6]
- Vice-Campeão Gaúcho: 2014[7]
- Campeão da Copa Sul: 2015

## Prêmios individuais
Em 2016, o RB Cleiton Paz foi eleito o melhor jogador de ataque do Campeonato Gaúcho de Futebol Americano 2016.